# Hôtel de Cébié
L'hôtel de Cébié est un hôtel particulier situé en France sur la commune d'Aurillac (Cantal), en région Auvergne-Rhône-Alpes.

## Localisation
Le monument se trouve 12 rue Vermenouze.

## Historique
Édifié au milieu du XVIIIe siècle pour la famille Cébié, il a ensuite appartenu au baron Perret, maire d'Aurillac, puis à la famille du consul Roger Ducos.

### Protection
L’hôtel de Cébié est inscrit au titre des monuments historiques par arrêté du 29 décembre 2004.